# Nowe (gmina)
Nowe – gmina miejsko-wiejska w województwie kujawsko-pomorskim, w powiecie świeckim. W latach 1975–1998 gmina położona była w województwie bydgoskim.
W skład gminy wchodzi 10 sołectw: Bochlin, Gajewo, Mały Komorsk, Mątawy, Milewko, Morgi, Osiny, Rychława, Tryl, Zdrojewo.
Siedzibą gminy jest miasto Nowe.
Według danych z 30 czerwca 2007 gminę zamieszkiwały 10 693 osoby. Natomiast według danych z 31 grudnia 2017 roku gminę zamieszkiwało 10 371 osób.

## Struktura powierzchni
Według danych z roku 2005 gmina Nowe ma obszar 106,36 km², w tym:
- użytki rolne: 59%
- użytki leśne: 26%

Gmina stanowi 7,22% powierzchni powiatu.

## Demografia

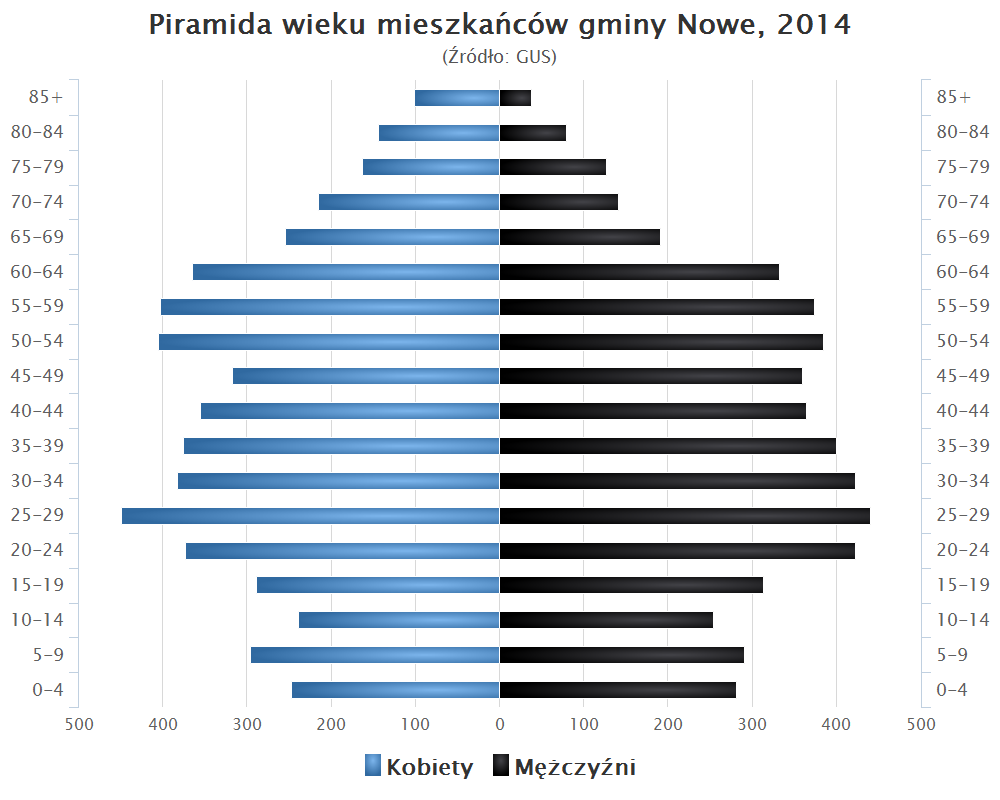
Piramida wieku mieszkańców gminy Nowe w 2014 roku

Dane z 30 czerwca 2007:
| Opis                              | Ogółem | Ogółem | Kobiety | Kobiety | Mężczyźni | Mężczyźni |
| --------------------------------- | ------ | ------ | ------- | ------- | --------- | --------- |
| jednostka                         | osób   | %      | osób    | %       | osób      | %         |
| populacja                         | 10 693 | 100    | 5385    | 50,4    | 5308      | 49,6      |
| gęstość zaludnienia (mieszk./km²) | 100,5  | 100,5  | 50,6    | 50,6    | 49,9      | 49,9      |

## Ochrona przyrody
Część obszaru gminy obejmuje Zespół Parków Krajobrazowych nad Dolną Wisłą – część północna oraz Wschodni obszar chronionego krajobrazu Borów Tucholskich. Na pograniczu województw znajduje się Rezerwat przyrody Wiosło Duże, którego część znajduje się w gminie Nowe.

### Pomniki przyrody
Na terenie gminy znajduje się 13 pomników przyrody ożywionej.

### Użytki ekologiczne
W gminie Nowe występuje jeden użytek ekologiczny, bagno w Twardej Górze o powierzchni 3,73 ha, na terenie Nadleśnictwa Dąbrowa.

## Zabytki
- zespół dworski w Kończycach obejmujący: dwór z połowy XIX w.; park; spichrz; obora; stodoła; kuźnia, nr 124/A z 10.01.1983
- kościół poewangelicki w Małym Komorsku, obecnie rzymskokatolicki filialny pod wezwaniem św. Floriana z 1904, nr A/47 z 31.12.2001
- kościół pomennonicki wraz z ogrodzeniem żeliwnym w Mątawach, obecnie rzymskokatolicki pod wezwaniem NMP Królowej Polski z lat 1896-98, nr A/16/1-2 z 23.12.1999
- drewniana chata holenderska w Mątawach 18 z 1811 roku, nr 339 z 28.02.1956
- zespół dworski w Milewie obejmujący: dwór z początku XIX w. przebudowany na przełomie XIX/XX w.; park z początku XIX; zabudowania folwarczne z przełomu XIX/XX w.; nr 143/A z 15.06.1985
- dzielnica Starego Miasta Nowego z połowy XIV w., nr 370 z 23.09.1957
- kościół parafialny pod wezwaniem św. Mateusza w Nowem z 1366 roku, nr IE 2391 z 19.03.1930
- kościół filialny franciszkanów pod wezwaniem św. Maksymiliana Kolbe w Nowem z lat 1311-50, nr IE 2392 z 19.03.1930
- kaplica pod wezwaniem św. Jerzego w Nowem z połowy XIV w., na cmentarzu przy ul. Kolejowej, nr KOK 5/50 z 12.07.1936
- cmentarz rzymskokatolicki w Nowem z II połowy XIX w., nr A/323/1 z 29.05.1992
- cmentarz rzymskokatolicki w Nowem z II połowy XVIII w., nr A/324/1 z 29.05.1992
- mury obronne z II połowy XIV w. w Nowem ul. Tylna, Pod Murami, Długa, Targowisko, nr 438 z 10.02.1960
- zamek krzyżacki z 1350 roku w Nowem, nr 386 z 16.10.1957
- wiatrak typu holenderskiego z XX w. w Nowem, nr 119/A z 27.09.1983
- pompownia z 1910 roku (muzeum) w Kończycach

## Cmentarze ewangelickie
Na terenie gminy funkcjonowało wiele cmentarzy ewangelickich m.in. w Trylu (2), Mątawach, Pastwiskach, Zdrojewie, Morgach (3), Nowem (4), Bochlinie, Gajewie, Głodowie, Osinach, Rychławie. Oprócz cmentarzy na terenie gminy funkcjonował kościół ewangelicki i synagoga w Nowem oraz mennonicki dom modlitwy w Mątawach.

## Pozostałe miejscowości niesołeckie
Dolne Morgi, Głodowo, Kończyce, Kończyce (kolonia), Kozielec, Milewo, Pastwiska, Piaski, Przyny, Twarda Góra, Zabijak, Zabudowania Gajewskie

## Sąsiednie gminy
Dragacz, Gniew, Grudziądz, Osiek, Sadlinki, Smętowo Graniczne, Warlubie